# Dirk de Vries Lam
Dirk de Vries Lam (Leeuwarden, 20 januari 1869 – Groningen, 5 juli 1937) was een Nederlandse schilder en directeur van een kunstacademie.

## Leven en werk
De Vries Lam was een zoon van apotheker Herman Lam en Willempje (de Vries) Reilingh. Hij werd vernoemd naar zijn grootvader, de Groningse arts Dirk de Vries Reilingh. Bij Koninklijk Besluit van 20 september 1897 kreeg Lam toestemming de naam De Vries aan zijn achternaam toe te voegen.
De Vries Lam kreeg aan de hbs in Leeuwarden tekenlessen van Jan Bubberman. Hij trok naar Amsterdam, waar hij studeerde aan de Rijksschool voor Kunstnijverheid (1888-1891) en les had van onder anderen Jan Derk Huibers en Jacobus Roeland de Kruijff Hij vervolgde zijn opleiding aan de Rijksakademie van beeldende kunsten bij August Allebé en Pierre Cuypers, waar hij de middelbare akten voor tekenen en voor bouwkunde behaalde.
Hij werd in 1891 benoemd tot leraar aan de Teekenschool voor Kunstambachten in Amsterdam en werd aansluitend, in 1895, tekenleraar aan de hbs in Enkhuizen. Hij werkte vanuit Enkhuizen ook in Monnickendam, Volendam en Hoorn. Hij trouwde in 1900 met Sara Jacoba Maria de Gavere (1872-1953).

### Academie Minerva
In 1903 werd De Vries Lam benoemd tot directeur van Academie Minerva in de stad Groningen. Hij wilde meer aandacht voor kunstnijverheid en de praktische kant en breidde de opleiding uit met vakken als lithografie, batikken en stofferen. De leerlingen leerden tot die tijd vooral schilderen door anderen te kopiëren, De Vries Lam zorgde ervoor dat zij naar buiten konden trekken om in de praktijk te schilderen. In 1905 werd er een studierichting bouwkunde ingesteld, aangevuld met meubeltechniek, en werden bouwkundigen en sierkunstenaars als docent aangenomen. De academie werd opgenomen in 1913 opgenomen in een door de gemeente opgerichte middelbare technische school. Pas veel later (1964) zou Minerva weer een zelfstandige kunstacademie worden. Dat de kunstopleiding bleef bestaan is mede te danken aan hervormingen die De Vries Lam vanaf 1905 doorvoerde. Hij bleef tot 1934 aan de school verbonden. Leerlingen van hem waren onder anderen Jan Altink, Johan Dijkstra, Afina Goudschaal, Alle de Haas, Alida van Houten, Jan Kijff, Arnold Willem Kort, Bart Peizel, Jan Wiegers en Jan van der Zee. Een aantal van hen behoorde later tot de kunstkring De Ploeg.
Als schilder maakte De Vries Lam met name landschappen en stads- en dorpsgezichten in een gematigd impressionistische stijl. Hij was daarnaast actief als kunstrecensent voor het NRC en schreef ook over kunst voor de Groningsche Volksalmanak, hij was bovendien bestuurslid van het Kunstlievend Genootschap Pictura.
De Vries Lam overleed in 1937 op 68-jarige leeftijd. Een jaar na zijn overlijden hield Pictura een overzichtstentoonstelling van zijn werk.